# 錫耶納足球俱樂部
錫耶納諾亞1904足球俱樂部（A.C.N. Siena 1904）是一家位於意大利中部托斯卡纳大区锡耶纳省首府锡耶纳市的球會，成立於1904年，現在於意丙聯賽作賽，主場為阿達美奧法蘭基球場（Stadio Artemio Franchi），僅可容納15,725人。錫耶納的代表顏色為黑色和白色，會徽也是這兩種色，設計上很像另一家球會祖雲達斯，加上兩家球會之前存在著資本關係，因而又有「尤文二隊」之稱。
錫耶納是於2003年才升上甲組，對上一次在甲組聯賽已是1946年的事，距離重返甲組已是55年的事。自升上甲組後成績都是平平，不僅長居聯賽中下游，更常發生解僱教練的事件。2005-06年球季更排聯賽榜第十七位，幾乎降級告終。
2012-13赛季中，锡耶纳遭受了欠薪问题，并且导致部分球员因欠薪离队，最后在赛季结束时排名在降级区内，降入意乙联赛。
在2013-14赛季中期锡耶纳足球俱乐部被爆出严重的经济问题，并在2014年3月因欠薪被扣7分。在2014年7月锡耶纳因为没有足够的资金注册意乙联赛，宣告破产。球队更名为Robur Siena Società Sportiva Dilettantistica(锡耶纳业余体育俱乐部)，并报名参加2014-15赛季的意丁联赛。该队在2014-15赛季意丁联赛E组中暂时排名第一(2015年2月6日)。

## 歷史
球队以Società Studio e Divertimento（娱乐学习社团）的名字创立于1904年。球队球衣的黑白两色剑条衫取自锡耶纳的市徽。球队以 Società Sportiva Robur（Robur社会体育）之名创立足球分部。今天，锡耶纳的球迷称自己为Robur，以示与同城球队Virtus和Mens Sana（篮球）的区别。
球队在1933-34赛季改名为Associazione Calcio Siena（AC锡耶纳-锡耶纳足球俱乐部），并在1934-35赛季升上了意乙联赛。在战后的1945-46赛季，锡耶纳第一次参加全国联赛。1945-46赛季是一个意甲球队与意乙球队在一起踢联赛的球队。虽然锡耶纳在这个赛季打上了全国顶级联赛，它依然不属于意甲联赛，而且在这个赛季锡耶纳也没有晋级决赛阶段。
锡耶纳在意丙联赛和耕地联赛打拼了55年后，在2000-01赛季终于升上了意乙联赛。意乙的第一个赛季中锡耶纳的表现还算中规中矩，但在下个赛季中锡耶纳的成绩很不好，并且球队教练Giuseppe Papadopulo被解雇，虽然后来又被锡耶纳招募。锡耶纳在这个赛季的最后时刻成功保级，并在Papadopulo的带领下在下个赛季成功的升上了意甲。
（未完待续，人工从英语维基百科翻译）

### 聯賽紀錄
| 級別 | 屆數 | 首次參賽    | 最近參賽    |
| ---- | ---- | ----------- | ----------- |
| 意甲 | 7    | 2003/2004年 | 2012/2013年 |
| 意乙 | 14   | 1922/1923年 | 2013/2014年 |
| 意丙 | 49   | 1927/1928年 | 1999/2000年 |
| 意丁 | 10   | 1952/1953年 | 2014/2015年 |

## 著名球員
- 洛基祖利亞 (Roque Júnior)
- 費奧 (Tore André Flo)
- 馬卡朗尼 (Massimo Maccarone)
- 尼古拉·文托拉 (Nicola Ventola)
- 簡迪拿 (Vincent Candela)

## 外部連結
- 球會官方網站